# Maci Laci (film)
A Maci Laci (eredeti cím: Yogi Bear) 2010-ben bemutatott amerikai vegyes technikájú film, amelyben valós és számítógéppel animált díszletek, élő és számítógéppel animált szereplők közösen szerepelnek. A játékfilm rendezője Eric Brevig, producerei Donald De Line és Karen Rosenfelt. A forgatókönyvet Brad Copeland, Joshua Sternin és Jeffrey Ventimilia írta, zenéjét John Debney szerezte. A főbb szerepekben Dan Aykroyd, Justin Timberlake, Anna Faris, Tom Cavanagh, T. J. Miller, Nate Corddry és Andrew Daly láthatóak. A mozifilm a Sunswept Entertainment, a De Line Pictures és a Rhythm and Hues Studios gyártásában készült, és a Warner Bros. Pictures forgalmazásában jelent meg. Műfaját tekintve filmvígjáték.
Amerikában 2010. december 17-én, Magyarországon pedig 2011. április 11-én mutatták be a mozikban.

## Szereplők
| Animált szereplő      | Eredeti hang         | Magyar hang    |
| --------------------- | -------------------- | -------------- |
| Maci Laci             | Dan Aykroyd          | Faragó András  |
| Bubu                  | Justin Timberlake    | Elek Ferenc    |
| (Mesélő)              | Josh Robert Thompson | Jakab Csaba    |
| Élőszereplő           | Színész              | Magyar hang    |
| Smith vadőr           | Tom Cavanagh         | Lux Ádám       |
| Rachel                | Anna Faris           | Ruttkay Laura  |
| Jones vadőr           | T. J. Miller         | Dévai Balázs   |
| Brown polgármester    | Andrew Daly          | Fesztbaum Béla |
| A polgármester embere | Nate Corddry         | Kerekes József |